# 太上王
太上王（だいじょうおう、朝鮮語: 태상왕・テサンワン）は、譲位後の国王に対して使われた尊号。上王（じょうおう、サンワン）または太上国王とも呼ばれる。中国では譲位後の皇帝を太上皇、日本では譲位後の天皇を太上天皇と呼んだことに由来する。

## 概要
上王が存命中に次の国王がまた譲位すると、譲位後のその国王が新しく上王と呼ばれるようになり、それまでの上王だった前国王は太上王と呼ばれる。
李氏朝鮮第26代国王の高宗は、大韓帝国の成立とともに皇帝となったため、その譲位後は太上皇とよばれた。

## 歴史

### 高句麗
- 太祖大王 - 国王：53年-146年、上王：146年-165年 (146年に王位を弟の次大王に譲位した。太祖大王は165年3月、別宮で死去した。）

### 新羅
- 真聖女王 - 国王：887年-897年、上王：897年 (897年6月、孝恭王に譲位した。この年12月、女王は金城（慶州）の北宮で死去した。

### 後百済
- 甄萱 - 国王：900年-935年、上王：935年-936年 (935年、王位継承問題で長男の甄神剣（けん しんけん、キョン・シンゴム）によって金山寺に流されたが脱出、王建に投降して尚父（しょうほ、サンボ）（「父として尊ぶ」の意）の称号と食邑として楊州を与えられた。

### 高麗
- 定宗 - 国王：945年-949年、上王：949年（949年3月、定宗は王位を同母弟（後の光宗）に譲って後宮に移る。）
- 献宗 - 国王：1094年-1095年、上王：1095年-1097年（1095年に政変が起こり、鶏林公が反対勢力を駆逐して実権を握った。同年10月、献宗は王位を鶏林公（後の粛宗）に譲って後宮に移る。）
- 忠烈王 - 国王：1274年-1298年、1298年-1308年、上王：1298年
- 忠宣王 - 国王：1298年、1308年-1313年、上王：1308年
- 忠粛王 - 国王：1313年-1330年、1332年-1339年、上王：1330年-1332年
- 忠恵王 - 国王：1330年-1332年、1339年-1344年、上王：1332年-1339年
- 恭譲王 - 国王：1389年-1392年、上王：1392年（恭譲王は李成桂に王位を譲り、杆城に追放となる。）

### 朝鮮
- 1代 太祖 - 国王：1393–1398年、上王：1398–1400年、太上王：1400–1408年
- 2代 定宗 - 国王：1398–1400年、上王：1400–1418年、老上王：1418–1419年
- 3代 太宗 - 国王：1400–1418年、上王：1418–1421年、太上王：1421–1422年
- 6代 端宗 - 国王：1452–1455年、上王：1455–1456年 - その後魯山君に左降され、さらに庶人とされた。粛宗代の1691年に名誉回復され「端宗」の諡号を贈られて歴代国王の列に加えられた。
- 7代 世祖 - 国王：1455–1468年、上王：1468年
- 11代 中宗 - 国王：1506–1544年、上王：1544年

## その他の国々

### ベトナム
ベトナムの鄭阮戦争時鄭主と広南国に各1人の太上王が存在した。
- 鄭主鄭杠（vi）ㅡ1739年~
- 広南国阮福淳ㅡ1776年~

### カンボジア
- ノロドム・シハヌーク - 国王：1993年-2004年、上王：2004年-2012年 - 滞在先だった中華人民共和国では太皇と呼ばれた[1]。

### ブータン
- ジグミ・シンゲ・ワンチュク - 国王：1972年-2006年、上王：2006年-